# Hans Kraay (labdarúgó, 1936)
Hans Kraay (Utrecht, 1936. október 14. – Tiel, 2017. október 27.) válogatott holland labdarúgó, hátvéd, edző.

## Pályafutása

### Klubcsapatban
A DOS korosztályos csapatában kezdte a labdarúgást, majd 1954 és 1960 között az első csapatban szerepelt, ahol egy bajnoki címet szerzett az együttessel. 1960 és 1968 között a Feyenoord labdarúgója volt és két bajnoki cím és egy holland kupa győzelemnek volt részese. 1968 és 1970 között ismét a DOS játékosa volt.

### A válogatottban
1957 és 1964 között nyolc alkalommal szerepelt a holland válogatottban.

### Edzőként
1968-ban kezdett edzősködni. 1968 és 1973 között a DFC, a Benschop és a Elinwijk vezetőedzője volt. Az 1973–74-es idényben a Go Ahead Eagles, a következőben pedig az Ajax szakmai munkáját irányította. 1976 és 1978 között az AZ'67 csapatánál tevékenykedett. 1978-ban holland kupa győzelmet ért el az együttessel. 1979-80-ban a kanadai Edmonton Drillers vezetőedzőként dolgozott. 1980-ban visszatért Hollandiába és a Sparta Rotterdam edzője lett. Egy-egy idényig volt a Den Haag és a Feyenoord vezetőedzője. 1985 és 1987 között a PSV Eindhovennél, 1988–89-es idényben a Feyenoord technikai igazgatójaként tevékenykedett.

## Sikerei, díjai

### Játékosként
DOS
- Holland bajnokság
  - bajnok: 1957–58

 Feyenoord
- Holland bajnokság
  - bajnok: 1961–62, 1964–65
- Holland kupa (KNVB)
  - győztes: 1965

### Edzőként
AZ'67
- Holland kupa (KNVB)
  - győztes: 1978